# Кавказки пленник (филм, 1996)
Кавказки пленник (на руски: Кавказский пленник) е руски драматичен филм от 1996 година на режисьора Сергей Бодров-старши, базиран на едноименния разказ на Лев Толстой. Снимките са осъществени в Дагестан.

## Сюжет
При засада и последвала престрелка по време на Първата чеченска война, двама ранени руски войници са взети в плен в малко планинско селце в Кавказ. Затворени са в къщата на Абдул-Мурат, местен жител, чиито син е в ръцете на руските власти. чеченецът възнамерява да ги изтъргува срещу наследника си.

## Актьорски състав
- – Сергей Бодров-младши
- – Олег Меншиков
- – Алексей Жарков
- – Павел Лебешев
- – Джемал Сихарулидзе
- – Валентина Федотова
- – Сузана Мехралиева
- – Александър Буреев

## Награди и номинации
| Година | Награда/Номинация               | Категория |
| ------ | ------------------------------- | --- |
| 1996   | Ника                            | Най-добър филм, най-добра режисьорска работа, най-добър сценарий, най-добра операторска работа, най-добра мъжка роля |
| 1996   | Кинотавър                       | Най-добър актьор (разделена между Олег Меншиков и Сергей Бодров-младши)                                              |
| 1996   | European Film Awards            | Най-добър сценарий                                                                                                   |
| 1996   | Кристален глобус (Карлови Вари) | За Сергей Бодров-старши                                                                                              |
| 1997   | Номинация за Оскар              | Най-добър чуждоезичен филм                                                                                           |
| 1997   | Номинация за Златен глобус      | Най-добър чуждоезичен филм                                                                                           |